# يو إس إس كيتي هوك (CV-63)
يو إس إس كيتي هوك (CV-63) هي حاملة طائرات كانت تابعة للبحرية الأمريكية. كانت ثاني سفينة حربية تحمل اسم كيتي هوك بولاية نورث كارولينا، موقع أول رحلة جوية لطائرة الأخوين رايت. كانت كيتي هوك هي الأولى من فئة حاملات الطائرات الثلاث طراز كيتي هوك التي يتم تشغيلها وآخر حاملة تخرج عن الخدمة.